# Iliamna latibracteata
Iliamna latibracteata är en malvaväxtart som beskrevs av Ira Loren Wiggins. Iliamna latibracteata ingår i släktet Iliamna och familjen malvaväxter. Inga underarter finns listade i Catalogue of Life.